# NGC 6391
NGC 6391 is een elliptisch sterrenstelsel in het sterrenbeeld Draak. Het hemelobject werd op 1 september 1886 ontdekt door de Amerikaanse astronoom Lewis A. Swift.

## Synoniemen
- MCG 10-25-49
- ZWG 300.41
- PGC 60358